# Guntram frank király
Szent Guntram, más írásmóddal Gonthram (franciául: Gontran) (532 – 592. március 28.) frank király Burgundiában 561-től haláláig; a hatalmi egyensúly fenntartására törekedett viszálykodó rokonai között: igyekezett békítő szerepet játszani két fivére, I. Sigebert és I. Chilperich testvérharcában. Küzdött a lombardok, a bretonok, a baszkok és a vizigótok ellen; elterjesztette a kereszténységet.
Édesapjának, I. Chlotarnak halála után az Orleans és Burgund királyságot örökölte. Fivére, I. Charibert halála után további területekkel növelte birodalmát. A politikailag megfontolt király arra törekedett, hogy másik két fivérét, I. Chilperichet és I. Sigebertet megakadályozza a túl nagy hatalom megszerzésében, emiatt hol az egyikkel, hol a másikkal szövetkezett. Sigebert 575-ben bekövetkezett halála után az ifjú II. Childebertnek, Sigebert fiának érdekeit védelmezte az agresszív Chilperichkel szemben, s 577-ben Childebertet örököséül ismerte el. Amikor Childebert mégis Chilperichkel szövetkezett ellene, terület átengedésével kenyerezte le a fiatal királyt (583), és megerősítette, hogy fogadott fiának tekinti. Erre azért is szükség volt, mert szembetalálta magát a trónbitorló Gundbalddal, akit így aztán sikeresen le tudott győzni. 584-ben Chilperich halála után Guntram lett a legerősebb frank uralkodó; egyfelől védelmezte II. Chlothart, Chilperich örökösét, és Fredegundát, Chlothar édesanyját, ugyanakkor a Childebert és közte meglévő ellentéteket is rendezte az andelot-i békében (587).
Még az 570-es években megtámadták a longobárdok, így utolsó éveiben figyelme dél felé fordult. Kétszer is vereséget szenvedett a vizigótoktól. Uralkodása vége felé Burgundia a keletrómai császár segítségével fellázadt, és el akart szakadni a birodalomtól. Guntram király azonban vérbefolytotta a felkelést. Viszont egyházi körökben megbecsülést szerzett. 585-ben rendeletet adott ki, amelyben a keresztény szokások szigorúbb betartására szólított fel. Kortársa, Tours-i Szent Gergely püspök olyan nagy híve volt, hogy még csodatevő erőt is tulajdonított neki.